# Subrécargue
Le subrécargue est, dans l'activité de transport maritime, une personne responsable qui représente à bord d'un navire soit le propriétaire de la cargaison, soit le chargeur, soit l'armateur, soit encore l'affréteur. Il s'agit d'un agent exerçant une ou plusieurs fonctions spécifiques, qui est embarqué en supplément de l'équipage, en quelque sorte un passager d'honneur qui n'a pas d'obligations régulières et définies au contraire des hommes d'équipage.  

## Explication étymologique et variantes
Le terme français soubrescart apparaît en 1704, provenant initialement de l'espagnol sobrecargo attesté en 1666, littéralement « (l'homme) qui est chargé en plus » ou trivialement « celui qui est en surcharge », « le surnuméraire ». Le mot est dérivé du verbe sobrecargar qui signifie « surcharger ». Notons que l'étymon latin du verbe espagnol est carricare, doté du préfixe super, qui peut simplement signifier « venir en sus».
La marine à voile a longtemps gardé le terme supercargue, équivalent du mot supercargo utilisé en anglais comme en néerlandais et en allemand.

## Rôle du subrécargue
Cet agent embarqué représentait souvent les intérêts de l'armateur ou de l'affréteur. Il veillait à la gestion de la cargaison. Il désigne parfois celui qui s'occupe ou est chargé d'une partie spécifique de la cargaison. L'agent d'un armateur sur un bâtiment de commerce pouvait être aussi un administrateur ou un directeur de la comptabilité embarqué. 

### Marine marchande

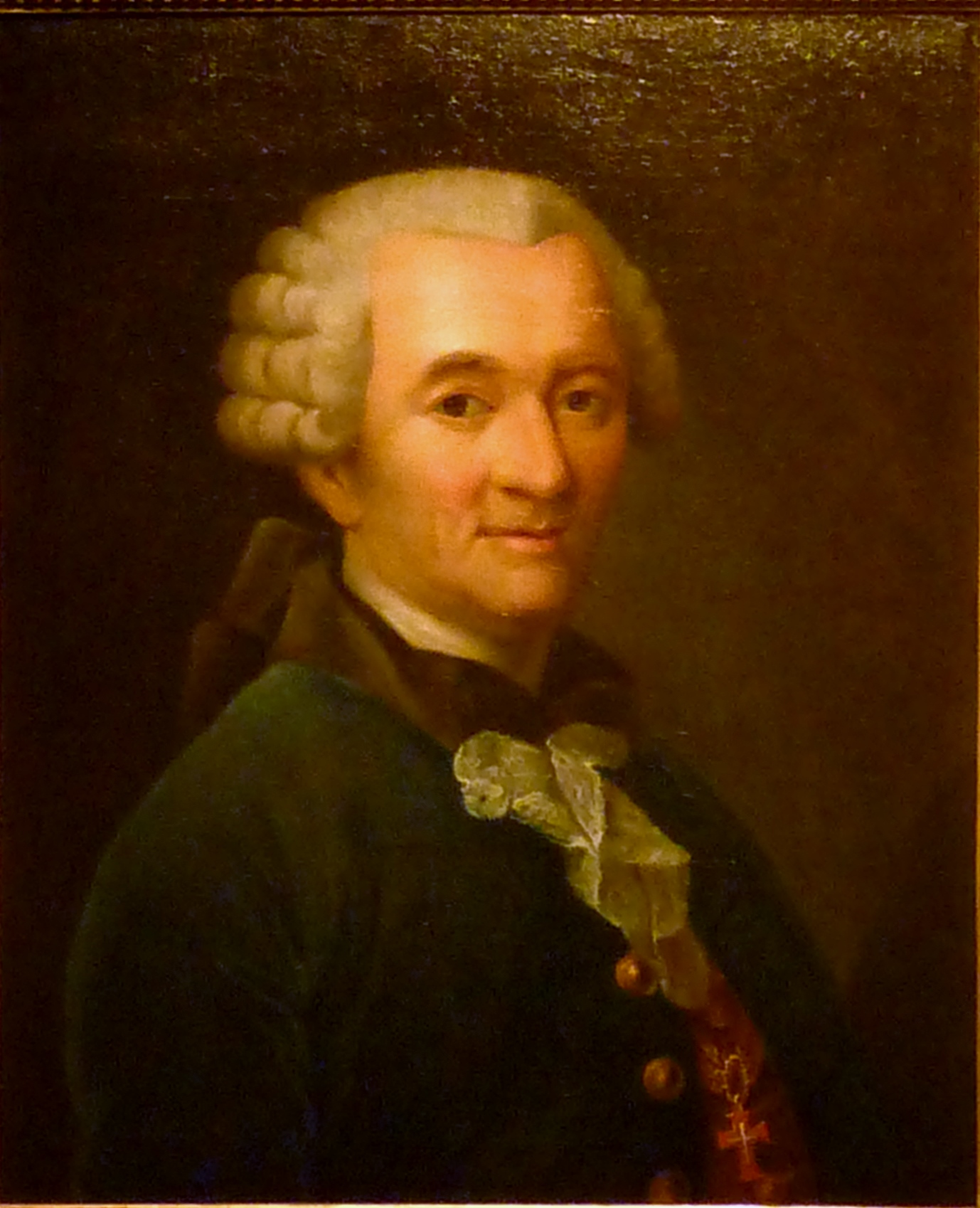
Anonyme : Portrait de Joseph Develaër (Joseph Develaër (1709-1785) est un marchand fortuné qui devint subrécargue de la Compagnie des Indes à Canton).

Le subrécargue peut avoir autorité sur tout ce qui touche à la cargaison — le chargement, le saisissage, le suivi durant le voyage —, alors que le capitaine du navire se réserve la maîtrise de la navigation et de la gestion nautique du navire. Au temps de la marine marchande à voile, le subrécargue est généralement le no 2 dans la hiérarchie du bord. Cependant, à certaines époques — comme dans la marine hollandaise au XVIIe siècle — le subrécargue (le koopman) est maître à bord et donne ses instructions au capitaine (le schipper).
Le poste de subrécargue disparaît de plus en plus, les communications par satellites permettant à l'affréteur et/ou à l'armateur d'être en permanence renseigné sur l'état de sa cargaison, et les agents maritimes représentant ses intérêts lors de l'escale.

### Marine de pêche
Sur un bateau de pêche, le subrécargue est le capitaine de pêche, lorsqu'il existe également un capitaine de route.
 Le capitaine de pêche n'est en charge que des opérations de pêche. Il n'est pas obligatoirement titulaire d'un brevet de navigateur car il ne s'occupe pas de la conduite nautique, mais uniquement de la pêche qui est ici la cargaison.

## Droit et devoir sur le navire
Le subrécargue possède en principe la délégation d'un donneur d'ordre ou de son employeur. Il apparaît aussi en fondé de pouvoir par l'armateur ou les chargeurs du navire.
Un subrécargue n'a aucune obligation de quart, de veille, d'appel... au contraire de l'équipage soumis à des lois et contraintes de labeur. Son statut s'apparentait et s'apparente à celui d'un passager d'honneur, recommandé au capitaine ou parfois supérieur (en grade ou en poste) à celui-ci. 
Ces différences de statut sont à l'origine de l'expression ironique née dans la marine à voile « dormir comme un subrécargue », c'est-à-dire longuement et profondément, sans avoir à se soucier de l'heure du réveil.